# Mesola
Mesola é uma comuna italiana da região da Emília-Romanha, província de Ferrara, com cerca de 7.459 habitantes. Estende-se por uma área de 84 km², tendo uma densidade populacional de 89 hab/km². Faz fronteira com Ariano nel Polesine (RO), Berra, Codigoro, Goro.

## Demografia
| Variação demográfica do município entre 1861 e 2011                               |
|                                                                                   |
| Fonte: Istituto Nazionale di Statistica (ISTAT) - Elaboração gráfica da Wikipedia |